# Euphorbia squamigera
Euphorbia squamigera är en törelväxtart som beskrevs av Jean Loiseleur-Deslongchamps. Euphorbia squamigera ingår i släktet törlar, och familjen törelväxter. Inga underarter finns listade i Catalogue of Life.